# Ivan Likar - Sočan
Ivo Likar - Sočan, slovenski partizan, rudar, častnik in narodni heroj, * 9. september 1921, Log pod Mangartom, † 12. december 1991, Šempeter pri Gorici.

## Življenjepis
Likar se je leta 1938 zaposlil v rudniku svinca v Rablju. Jeseni 1942 je postal aktivist OF med rudarji.
Februarja 1943 je vstopil v Severnoprimorski odred, kjer je bil vodnik. V Gradnikovi brigadi je postal poveljnik Bovške čete. Nato je bil imenovan za poveljnika Rezijskega, nakar pa za poveljnika Briškobeneškega odreda.

## Napredovanja
- rezervni kapetan JLA (?)

## Odlikovanja
- red narodnega heroja
- red zaslug za ljudstvo II. stopnje
- red bratstva in enotnosti II. stopnje
- red partizanske zvezde III. stopnje
- medalja za hrabrost